# Минацана (Лука)
Минацана је насеље у Италији у округу Лука, региону Тоскана.
Према процени из 2011. у насељу је живело 114 становника. Насеље се налази на надморској висини од 491 м.